# 日本モンキーパーク

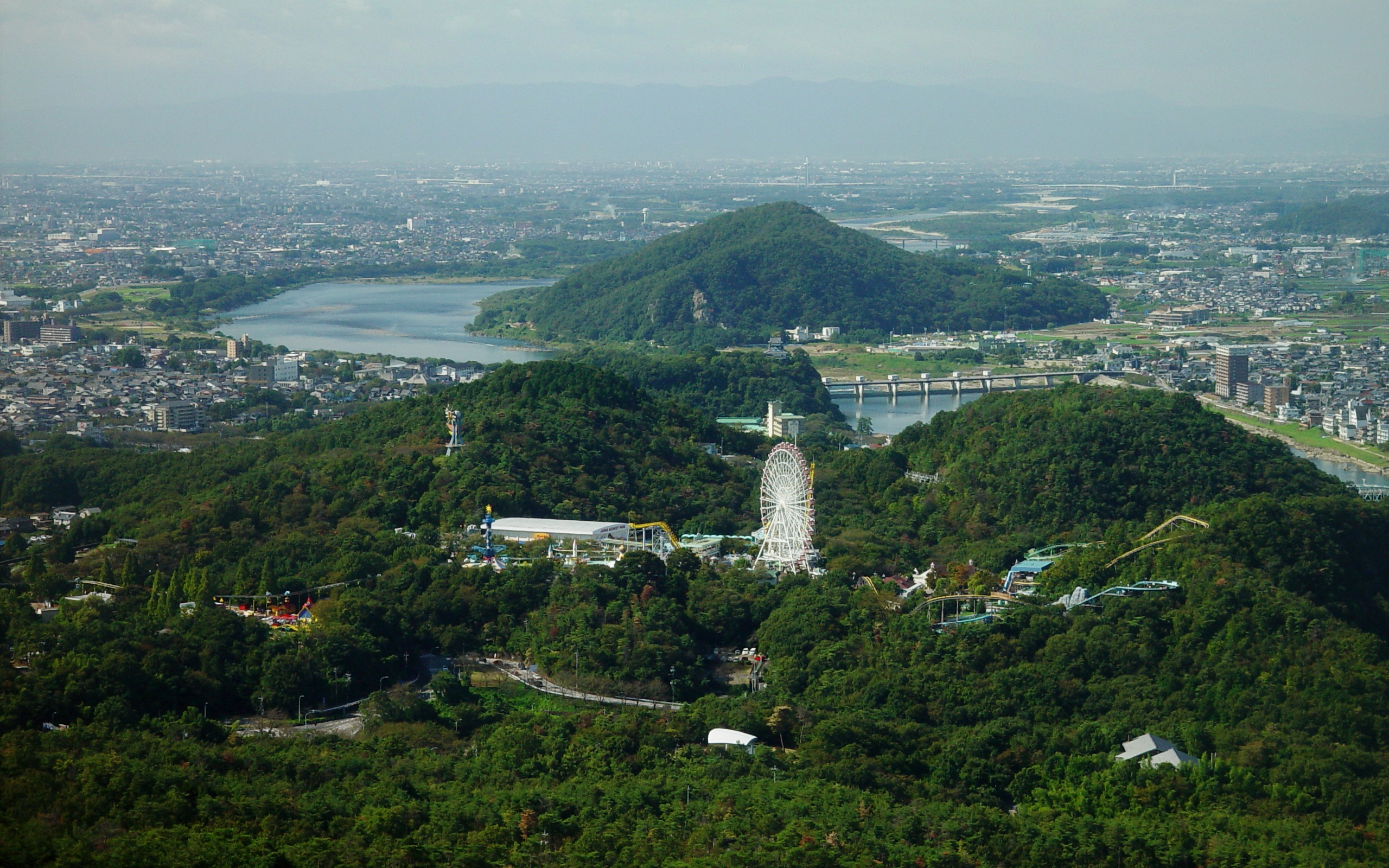
継鹿尾山方面から望む日本モンキーパークと木曽川

日本モンキーパーク（にほんモンキーパーク、英: Japan Monkey Park）は、愛知県犬山市官林にて動物園を併設している遊園地である。通称は「モンパ」。
名古屋鉄道の子会社である名鉄インプレスにより経営されている。愛知県の小学校では遠足先の定番の1つとされ、毎年いろいろなアトラクションがあり、子供を楽しませる工夫をしている。オリジナルキャラクターは「モンパ君」「モンピーちゃん」で、2006年3月11日にデビュー。

## 概要
犬山遊園（現・名鉄犬山ホテル）に替わる行楽地として、名鉄が1952年12月に計画した「犬山自然公園」が日本モンキーパークの原型である。自然公園の中心となる白山平付近は1955年9月までに整地され、ピクニックランドと名付けられた。ピクニックランドはイベント会場としても機能し、世界風俗博（1956年）、日本映画博（1957年）、平和日本防衛大博覧会（1959年）といった博覧会が開催された。その後、平和日本防衛大博覧会開催に伴う敷地の拡張もあり、敷地内にはティーカップ、メリーゴーラウンド、飛行塔、ムーンロケットといった遊技施設が1959年から1960年にかけて整備された。これを機に名鉄はピクニックランドを通年営業の施設にすることとし、同時に新愛称を公募した。その結果、日本ライン下りに因んだラインパークの名称が採用され、1960年5月末より通年営業を開始した。
ラインパークがモンキーパークに改称されるのは1980年のことである。
中央に、かつて犬山遊園駅から当園までを結んでいた、名鉄モンキーパークモノレール線（2008年12月27日限りで廃止）の旧動物園駅があり、その東側が動物園（モンキーセンター）、西側が遊園地となっている。以前は入園料金が共通で、両者の間は往来自由であったが、2014年4月1日より入園料の分離化が行われ、それぞれで入園料を支払うシステムに変更された。
犬山城・明治村・リトルワールドと共に、名鉄の名古屋市郊外の主要ターミナルである犬山駅を拠点とした、沿線レジャー事業の一帯を形成している。
2003年に名鉄のレジャー事業の合理化を目的として、同年10月に南知多ビーチランドと共に、新設子会社の名鉄インプレスへ当施設の資産・経営権が譲渡され、運営が継続されている。
干支が申年である2004年（平成16年）や2016年（平成28年）には、元日から1月15日（2004年）ないし11日（2016年）まで申年生まれの入園客に対し、入園料を無料にするサービスを行っており、2016年の三が日には例年と比べて入場者数が増加した一因として、この企画の存在が挙げられている。

## 動物園
隣接する「日本モンキーセンター」と共通入園できた時代もあったが、2014年4月に分離された。「日本モンキーセンター」は世界にも数少ないサル専門の動物園であり、73種600頭のサルを見学可能である。詳細は「日本モンキーセンター」を参照。

## 遊園地

### 乗り物
- ハイウェイコースター
- ゴーカート
- キャニオンスプラッシュ
- わくわくモンキッズ・ジム
- カード迷路 ぐるり森大冒険
- QBIX
- まものハント
- みんなでジョブスル
- ハッピートレイン
- モンキッズ・ジャングル
- GO!GO!バナナコースター
- ビッグパイナップル
- ZooZooトレイン
- モンキーコースター
- ドリームサイクル
- ごきげんアンパンマン
- モンパのサーカスパイロット
- ぷかぷかドルフィン
- モンピーのふわふわハングライダー
- シューティングライド デュエル
- 大観覧車
- ダブルデッキ・メリー
- ストロベリーカフェ
- レディ・バード
- ウォーターショット
- サーキット2000
- モンパのウキウキひこうせん
- ファイヤーバード
- スピード・キング
- モンパ君のお化け屋敷
- ハッピーカンガルー
- ダビンチピンチ
- レーザートラップ～スパイの罠～
- ドキドキ☆ブランコ
- レッツゴートーマス
- スピニングコースター

### 過去に存在した乗り物
- アトミックコースター -往復型の宙返りコースター、かつての園内の大人気アトラクション、数少ない絶叫系だった。 2006年営業終了。
- ジェットコースター -現在のハイウェイコースターの場所にあったアトラクション。
- アンパンマンハッピースカイ - 現在は営業を終了。
- スカイダンボ - 現在廃止、この施設で遊園地と動物園の行き来が出来た。
- 3Dキャッスル - 現在は営業を終了。
- ファイヤーファイター - 現在は営業を終了。
- フワフワふうせんランド - 2019年12月1日をもって営業を終了。
- おとぎ列車 - 遊園地内の領事館～犬山成田山の約800メートルを結んでいた。2009年1月12日をもって営業終了。機関車は日立製6tディーゼル

### 施設
- 遊びの楽園モンパラ - モンパラ内には、モンキッズジャングル、GO!GO!バナナコースター、ビッグパイナップル、ZooZooトレイン、ハッピートレインがある。
- 恋する楽園モンパティ
- 水の楽園モンプル - 屋外プール。夏休み期間のみ営業。
- オープンステージ - 休日に、キャラクターショーが実演される。
- プレジャーランド
- 催事館
- バラ園 - 廃止、跡地は『ダビンチピンチ』というアスレチック型施設になっている。
- 名鉄グループのりもの館｢モンキーパーク駅｣ - 2024年3月に誕生した名鉄グループならではのコンテンツを集めた体験型アトラクション施設。電車運転シミュレータ(名鉄2000系、9500系、6000系)やバスドライバー体験、なりきりフォトスポット、車掌アナウンスチャレンジ、ミニジオラマ展示などがある。旧ドラゴンスクエア(ゲームコーナー)をリニューアルしてオープン。
- 若い太陽の塔 - 岡本太郎による彫刻作品[9][10]。1969年に完成し、翌年の日本万国博覧会に設置された太陽の塔のプロトモデルとされる[9]。地上7メートルのところに展望台があり、2003年まで一般公開されていたが老朽化により閉鎖[9][10]。2010年に限定公開された際に好評を博したため、岡本太郎生誕100周年記念に合わせて施設の改修工事終了後の2011年10月より再び一般公開された[9][10]。高さ26メートルで、直径4メートルの顔と11本の炎で燃え立つ太陽を表している[10]。修復にかかった費用は、道の整備を含めて総額約3000万円で、その内約400万円は各地から寄せられた約320人の寄付で賄われたという[9]。同園のシンボルタワーで岡本太郎の作品の中で三番目に大きい。

## 交通アクセス
- 名鉄犬山線・小牧線・広見線 犬山駅東口からバス（岐阜バス）で5分。モンキーパーク休園日はバスは運休。
- 名鉄犬山線 犬山遊園駅東口より東へ徒歩で約20分。遊園地の中心にある第2ゲートへの近道。

## 事故
1971年7月4日
空中ビュフェが突然停止し、乗客35人が2時間以上にわたり閉じ込められた。空中ビュフェは高さ31mの鉄塔に4人乗りのカプセルを吊り下げたもので、20分で一回転する間に軽食が取れるという趣向の乗り物であった。なお、事故が報じた翌日の新聞は、前日に発生したばんだい号墜落事故の続報に紙面が割かれており、空中ビュフェはベタ記事扱いとなった。